# بات كولبيبر
بات كولبيبر (بالإنجليزية: Pat Culpepper)‏ هو لاعب كرة قدم أمريكية أمريكي، ولد في 1941.